# ميلا سيفاتسكايا
ميلا سيفاتسكايا (مواليد 3 ديسمبر 1998) هي ممثلة أوكرانية، اشتهرت بأدواها في السينما الروسية. في أبريل 2022 بسبب انتقادها للغزو الروسي لأوكرانيا تم منعها من دخول الأراضي الروسية.

## روابط خارجية
- ميلا سيفاتسكايا على موقع IMDb (الإنجليزية)
- ميلا سيفاتسكايا على موقع قاعدة بيانات الفيلم (الإنجليزية)
- ميلا سيفاتسكايا على موقع كينوبويسك (الروسية)